# Maria Habsburżanka (1505–1558)
Maria Habsburżanka, Maria Węgierska, Maria Austriacka (ur. 15 września 1505 w Brukseli, zm. 18 października 1558 w Cigales) – arcyksiężniczka austriacka, księżniczka burgundzka i infantka kastylijska, córka Filipa Pięknego i Joanny Szalonej.
Królowa Czech i Węgier w latach 1522–1526 jako żona Ludwika I (II) z dynastii Jagiellonów, w 1527 regentka na Węgrzech w zastępstwie brata Ferdynanda, namiestniczka Niderlandów w latach 1531–1556 w imieniu drugiego brata Karola.

## Pochodzenie
Maria urodziła się jako trzecia córka Filipa, władcy Niderlandów od 1482 i króla Kastylii od 1504, pochodzącego z leopoldyńskiej linii Habsburgów, oraz jego żony Joanny, dziedziczki Królów Katolickich. Była ich piątym, przedostatnim dzieckiem z sześciorga, opuszczonym na zawsze przez rodziców kilka miesięcy po narodzinach. Dwóch braci Marii zostało cesarzami, a wszystkie siostry poślubiły królów.
Przedostatnia córka Filipa i Joanny przyszła na świat w brukselskim pałacu Coudenberg 15 września 1505 przed południem. Z dokładnością co do godziny narodziny dziewczynki odnotowali poeta i kronikarz Jean Molinet oraz wenecki ambasador i humanista Vincenzo Querini. Spotykane w literaturze przedmiotu daty 13 i 17 września są nieprawdziwe.
Kilka dni później dziewczynka została ochrzczona w obecności cesarskiego dziadka Maksymiliana I przez biskupa Arras. Otrzymała imię po księżnej Burgundii Marii Bogatej, swojej babce ojczystej.

## Wychowanie i wykształcenie
Wychowywała ją ciotka Małgorzata, będąca od 1507 generalną namiestniczką Niderlandów. Edukacja królewny nie różniła się od tej, jaką w Mechelen otrzymali jej najstarszy brat i siostry, przy czym dzieci Filipa Pięknego nie różnicowano w tym zakresie pod względem płci. W późniejszym okresie Maria wychowywana była w Wiedniu i Innsbrucku. Wykształcenie pozwalało jej na studiowanie prac teologicznych, a znajomość sztuki na patronowanie artystom i gromadzenie cennych zbiorów. W późniejszym wieku zaznajomiła się z dziełami Marcina Lutra. Zgromadziła jedną z największych ówcześnie bibliotek prywatnych.
Władała czterema językami: łaciną, francuskim, flamandzkim i niemieckim, a prawdopodobnie w późniejszym czasie opanowała w niewielkim stopniu język węgierski. Tak samo jak jej ojciec i dziadek ojczysty, była bardzo muzykalna, grała na kilku instrumentach strunowych i klawiszowych. Potrafiła też wykonywać skomplikowane koronki, podobnie jak jej ciotka.
Strzelała z łuku, znakomicie jeździła konno, a jej ulubioną rozrywką było polowanie z sokołem. Jako 45-letnia kobieta potrafiła zimą przy niesprzyjającej aurze przemierzyć konno odległość z Brukseli do Augsburga w dwanaście dni, podczas gdy wytrwali jeźdźcy zwykle potrzebowali na przebycie tej drogi o połowę czasu więcej.
Podziwiana przez Pierre’a Brantôme’a, który oceniał, że prowadziła wojnę jak Amazonka, natomiast przez Erazma z Rotterdamu, z którym korespondowała i który dedykował jej dzieło Vidua christiana, określana jako najwybitniejsza kobieta swoich czasów.

## Pertraktacje małżeńskie
W związku z planami matrymonialnymi opuściła Mechelen w 1514 i zamieszkała w Wiedniu, a od 1516 w Innsbrucku. Na mocy postanowień zawartych na zjeździe wiedeńskim 22 lipca 1515 została poślubiona młodszemu od siebie o rok dziedzicowi Władysława Jagiellończyka w katedrze św. Szczepana w trakcie podwójnej ceremonii. Choć małżeństwo z królewiczem Ludwikiem rzeczywiście zostało zawarte personalnie (podczas gdy siostra Ludwika Anna poślubiła per procura nieokreślonego, jednego z dwóch braci Marii), to nie zostało ono dopełnione z uwagi na niepełnoletność nupturientów, natomiast po rychłej śmierci formalnego teścia Marię można było tytułować królową od marca 1516.

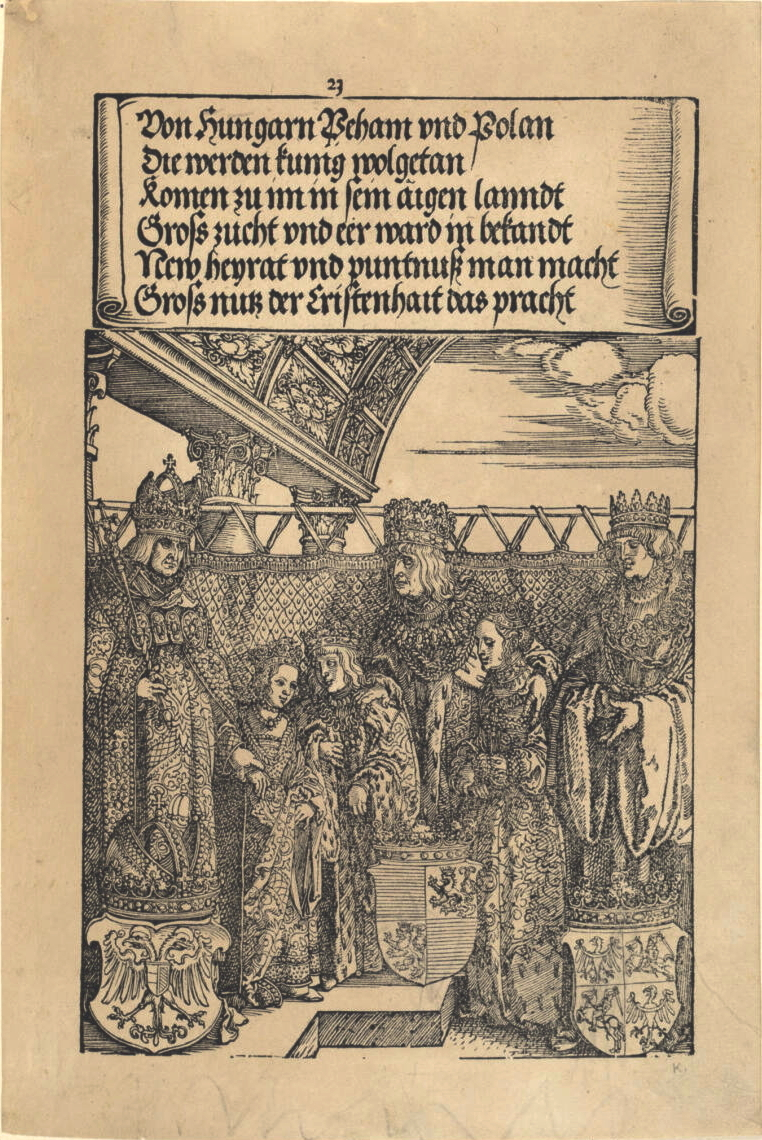
Pierwsze z serii zaślubin niespełna 10-letniej Marii Habsburżanki z rok młodszym Ludwikiem Jagiellończykiem na drzeworycie Albrechta Dürera

Po śmierci cesarza odbyły się dalsze pertraktacje między jego dziedzicem Karolem, najstarszym bratem Marii, a dworem budzińskim w sprawie podwójnych związków Jagiellonów z Habsburgami, z których na władcę Austrii i męża Anny został wybrany Ferdynand. W grudniu 1520 zaślubiny obu par zostały powtórzone per procura wraz z symbolicznymi pokładzinami. Posagi królewien w wysokości 200 tysięcy złotych węgierskich jako równoważące się nie miały być wypłacone. Natomiast w kontrakcie ślubnym Marii zostały zapisane na jej utrzymanie dochody z siedmiu miast i zamków czeskich i górnowęgierskich oraz kopalń soli w okolicach Syhotu Marmaroskiego.
Wiosną 1521 udała się do Linzu, gdzie uczestniczyła w ślubie brata Ferdynanda z Anną Jagiellonką, a następnie przez Wiedeń wyruszyła do Pożonia, by spotkać się ze swoim mężem i powtórzyć oraz dopełnić małżeństwo. Mimo zagrożenia najazdem tureckim Maria nie posłuchała poleceń Ludwika i kontynuowała podróż do Budy, gdzie przybyła w czerwcu. Być może zakaz związany z dalszą jazdą był efektem intryg antyhabsburskiego stronnictwa na Węgrzech. Mogło ono planować anulowanie nieskonsumowanego związku z wciąż formalnie niepełnoletnim władcą, w którego imieniu rządziła rada regencyjna, kierowana przez jego krewnego Jerzego z Ansbachu, prymasa Tamása Bakócza i burgrabiego stolicy Jánosa Bornemisszę.

## Koronacje

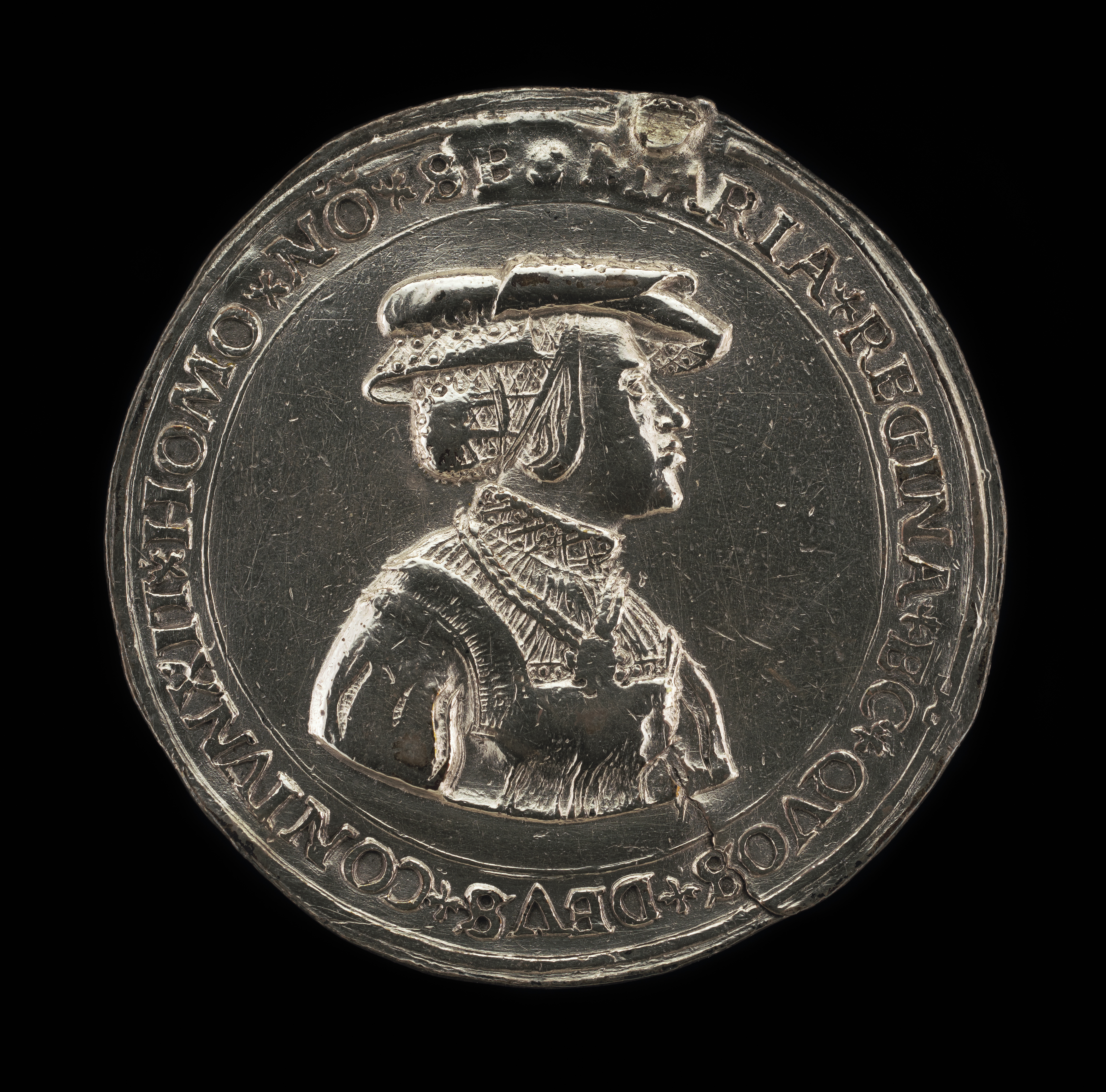
Medal upamiętniający koronację Marii na królową Czech w 1522. Z tej samej okazji powstał również portret pędzla Hansa Krella (z przemalowaną w późniejszym czasie datą).

Dopiero po uznaniu przez sejm pełnoletności Ludwika, co nastąpiło w grudniu 1521, Maria Habsburżanka została koronowana na królową Węgier w Białogrodzie Królewskim 11 stycznia 1522. Koronacji dokonał biskup Agram (Zagrzebia) z Królestwa Chorwacji, którym był Simon Erdődi. Dwa dni później w Budzie odbyła się konfirmacja zawartego wcześniej małżeństwa pary królewskiej.
Pod wpływem starań Marii po ponad miesiącu małżonkowie wyjechali do Królestwa Czeskiego, w których władca nie był od czasu wstąpienia na tron. Po przybyciu do drugiego królestwa 1 czerwca 1522 Maria została namaszczona na władczynię Czech w praskiej katedrze św. Wita. W uroczystościach koronacyjnych nowej królowej w Pradze wzięło udział wielu książąt Rzeszy, w tym książę saski Jerzy Brodaty z żoną Barbarą Jagiellonką, książę legnicki Fryderyk II i wielki mistrz krzyżacki Albrecht Hohenzollern.

## Działalność na Węgrzech i w Czechach
Maria początkowo swoje obowiązki królewskie traktowała niezbyt poważnie, naśladując męża również w upodobaniu do zabaw, uczt, polowań i innych niewyszukanych rozrywek. Agent wenecki donosił, że odznaczała się takim obżarstwem, że wręcz przypisywał jego następstwom niemożność zajścia w ciążę. Marii po pewnym czasie udało się jednak „ukrócić w dużej mierze wszechwładzę dworskiej kamaryli, której Ludwik był całkowicie podporządkowany”, a korzystając z własnych zasobów finansowych, doprowadziła do stworzenia swojego stronnictwa dworskiego, otaczała się humanistami i zajęła odpowiednim wyposażeniem królewskiego dworu.

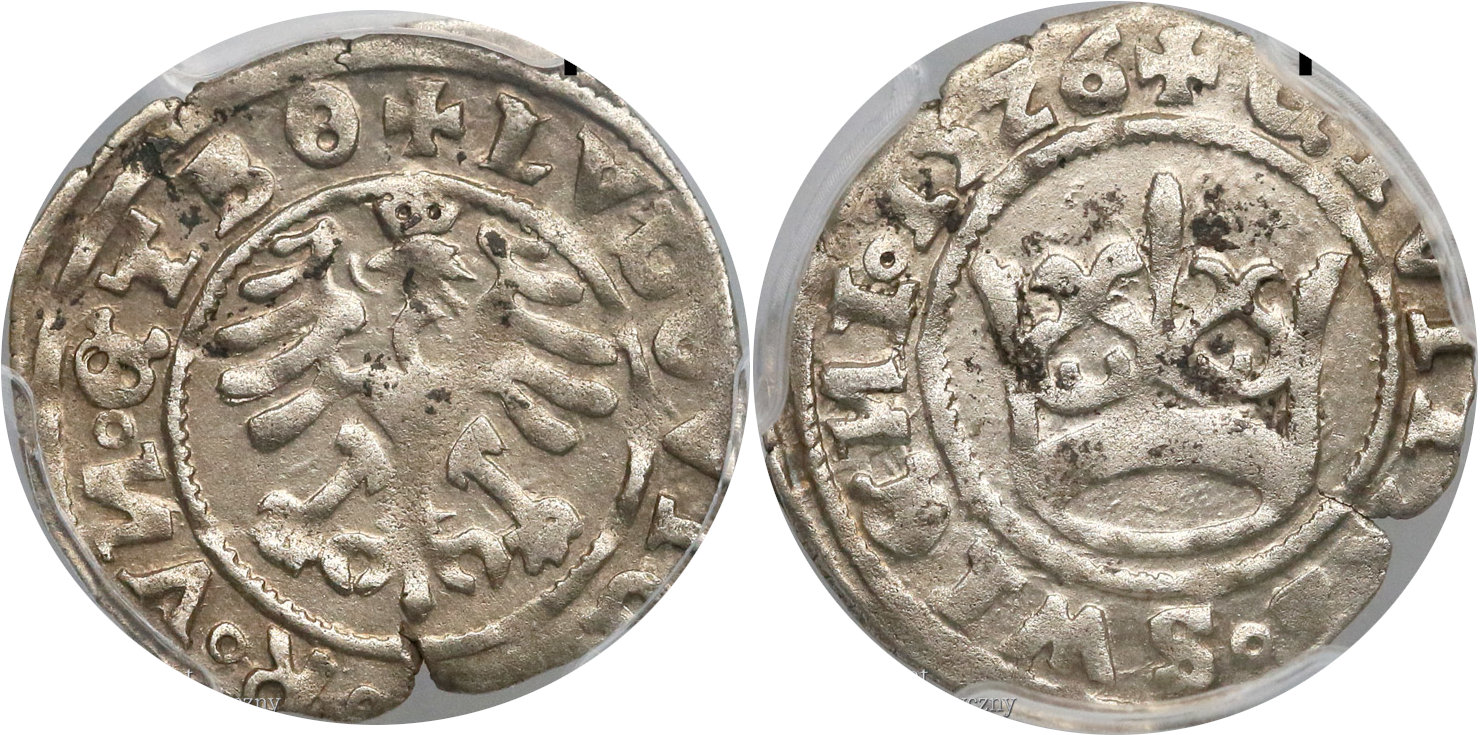
Maria nie tylko emitowała pieniądz, który szkodził interesom polskiego króla Zygmunta Starego, ale pozwalała swoim wierzycielom korzystać z przywileju bicia półgroszy świdnickich i w specjalnym liście z 1526 zlecała poddanym przyjmowanie ich na równi z innymi monetami.

Rosnące wpływy królowej wiązały się również z jej bogatym uposażeniem ziemskim i dochodami zapisanymi jej przez męża w styczniu 1522. Majątek królowej obejmował m.in. kilkanaście posiadłości na terenie Górnych Węgier i Siedmiogrodu, w tym przychody z miast górniczych wraz z kopalniami rudy żelaza, miedzi, srebra, a nawet złota. Ponadto na przełomie 1522 i 1523 królowa otrzymała oprawę w Czechach z ośmioma miastami. Maria dysponowała także wpływami podatkowymi z Dolnych Łużyc oraz posiadała prawo bicia monety. Była właścicielką mennicy świdnickiej, czerpiąc z niej dochody, których część mogła przekazywać innym osobom, np. tysiąc złotych margrabiemu brandenburskiemu Jerzemu, jak też wydając pozwolenia na bicie różnych typów monet. Półgroszki świdnickie, bite aż do 1528 pod imieniem Ludwika, niezwykle podobne do półgroszy koronnych, pełniły na polskich ziemiach rolę fałszywej monety, będąc przyczyną poważnych problemów dyplomatycznych i gospodarczych.
Związek zawarty przez dwoje nastolatków, który przerodził się w autentyczne uczucie i układał harmonijnie, zakończył się śmiercią młodego króla w bitwie pod Mohaczem w sierpniu 1526. Od tej pory Maria przywdziała żałobę, z której nie zrezygnowała do końca życia, nosząc prosty, czarny strój bez ozdób i wdowie zawicie, ukazane na jej licznych portretach. Aby podkreślić, że jest wdową po królu Węgier, jej strój utrzymany był w stylu węgierskim. Nigdy już nie wyszła za mąż, twierdząc, że będzie wierna Ludwikowi „aż po grób”, odrzucając kolejnych konkurentów, m.in. króla Szkocji Jakuba V i palatyna reńskiego Fryderyka II.

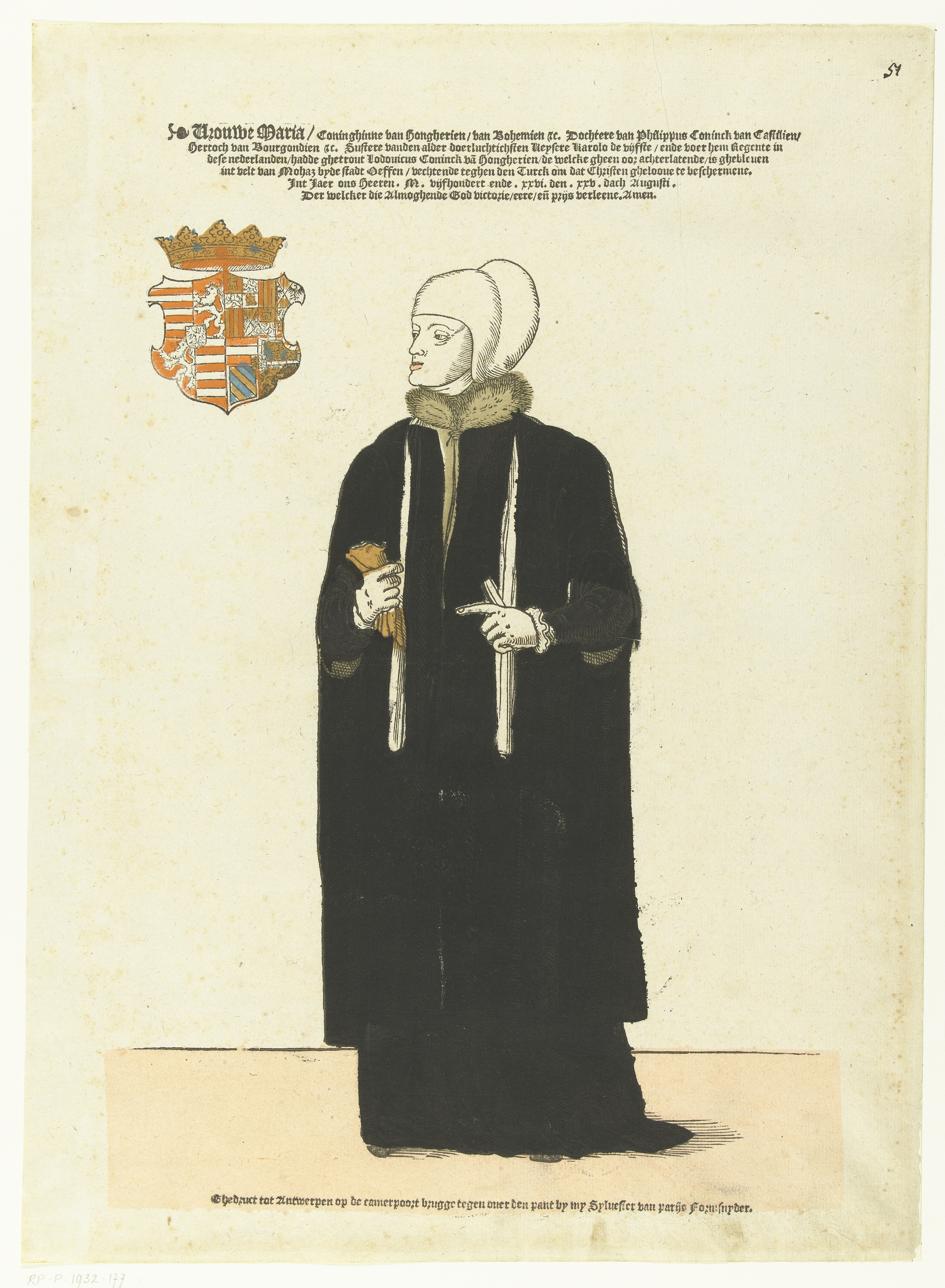
Drzeworyt przedstawiający Marię Habsburżankę we wdowich szatach, które nosiła do końca życia jako znak wierności wobec męża poległego w bitwie z Turkami.

Rezydując w latach 1526–1527 w Pożoniu, bezdzietna Maria zaangażowała się w zapewnienie pozostawionych przez jej męża tronów bratu i jego żonie, doradzając Ferdynandowi (m.in. na spotkaniu z nim w Heidelbergu), a nawet poświęcając własne srebra stołowe, aby przetopić je na monety. Po wyborze arcyksięcia na króla Czech w październiku 1526, a na władcę Węgier na zwołanym przez królową wdowę sejmie w grudniu 1526, Maria była namiestniczką Ferdynanda na Węgrzech od stycznia do października 1527. Zarządzanie krajem było utrudnione z uwagi na niepokoje społeczne i problemy finansowe. Przede wszystkim zaś walkę o władzę podjął konkurent Ferdynanda do tronu Jan Zápolya, jeden z najpotężniejszych właścicieli ziemskich w kraju, także obwołany królem Węgier i koronowany w listopadzie 1526, który zajął większą część oprawy wdowiej Marii. Propozycja rozstrzygnięcia sukcesji na Węgrzech poprzez poślubienie królewskiej wdowy przez Jana Zápolyę została przez nią odrzucona. Maria Habsburżanka oświadczyła, że wolałaby wstąpić do klasztoru, niż zdradzić własnego brata, wzmacniając pozycję jego wroga.
Gdy w lutym 1528 Ferdynand ponownie zaproponował siostrze regencję, odmówiła, pozostając jednak w kraju, a od lata 1528 do 1529 przebywając na Morawach, skąd na przełomie 1529 i 1530 udała się do Linzu, gdzie w styczniu 1530 zastępowała brata podczas obrad austriackiego sejmu krajowego. Ponieważ ziemie węgierskie, do których użytkowania Maria miała prawo, zostały zajęte przez Zápolyę, a potem sułtana Sulejmana, brat musiał utrzymywać Marię, zapisując jej m.in. niewystarczające dochody ze skarbu dolnoaustriackiego oraz miasto Celje i zamek cylejski. Nie będąc w stanie odzyskać ani dóbr, ani odszkodowania za nie na drodze dyplomatycznej, Maria ostatecznie zrezygnowała ze swoich pretensji do dochodów z Węgier, Czech i Austrii na rzecz brata, po zagwarantowaniu jej przez niego w 1548 rocznej renty w wysokości 34 tysięcy złotych węgierskich.

## Namiestnictwo Niderlandów

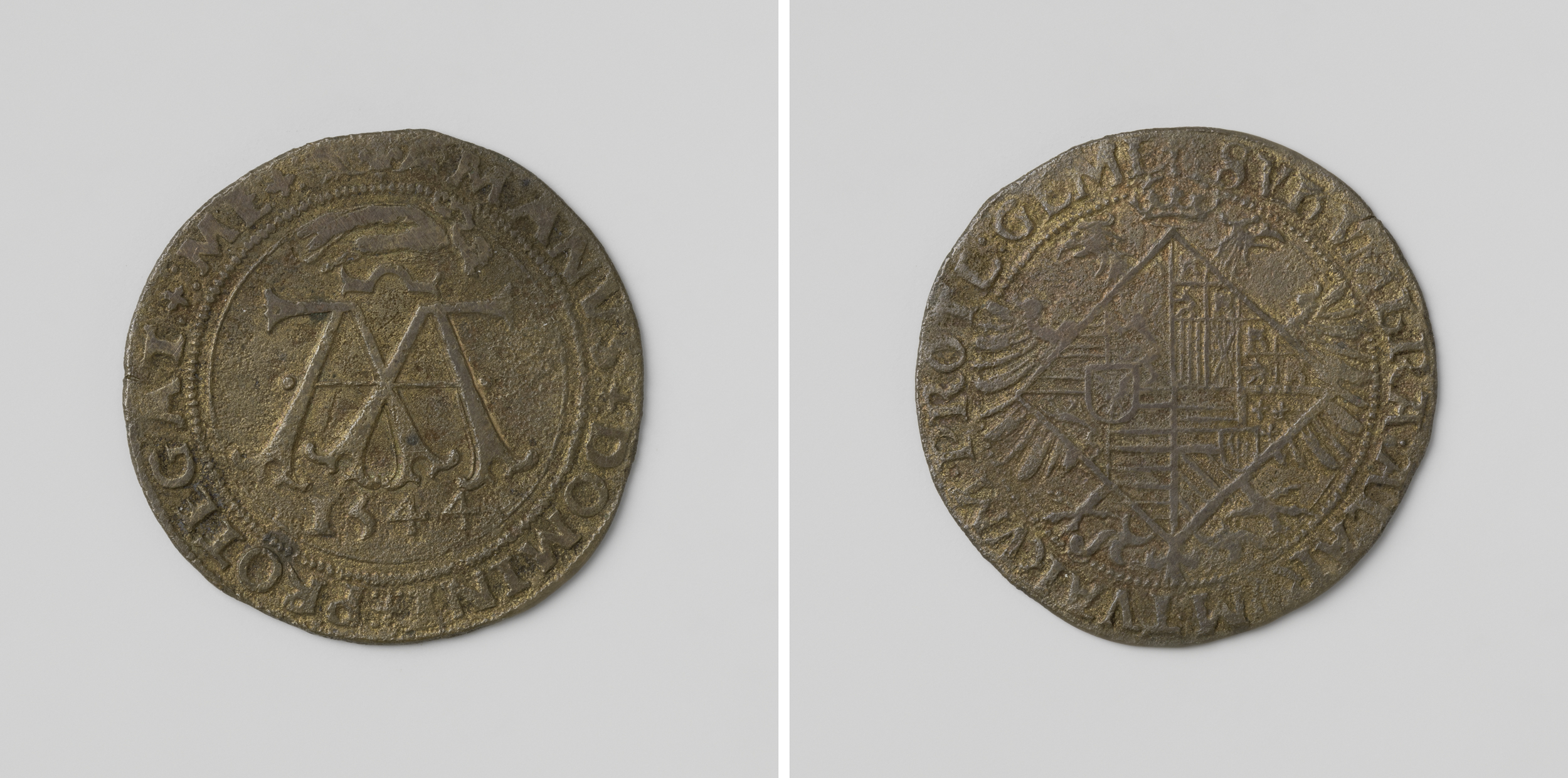
Niderlandzki żeton z monogramem M, wdowim herbem namiestniczki i jej dewizą Manus Domini protegat me, wybitą datą 1544 oraz częściowo zatartą legendą Sub umbra alarum tuarum protegat me.

Gdy w grudniu 1530 zmarła ciotka królowej wdowy Małgorzata, w styczniu 1531 Maria przyjęła propozycję najstarszego brata Karola V, by została jej następczynią na stanowisku namiestniczki Niderlandów, gdzie też się przeniosła. W październiku 1531 cesarz osobiście przedstawił ją niderlandzkim stanom jako nową zarządczynię. W 1532 doszło do ostrego konfliktu Marii z patrycjatem Brukseli, który zakończył się w styczniu 1533 po powitaniu wjeżdżającej do miasta namiestniczki przez bosych na znak pokory mieszkańców. W 1538-1539 musiała stłumić powstanie antyhabsburskie w Gandawie, zakończone wjazdem Marii do miasta, tym razem w towarzystwie brata. Władczyni wspierała go w podboju kolejnych prowincji, w tym Fryzji w 1536 i Geldrii w 1543. Zajmowała się również kwestami wojskowymi, rozbudowując fortyfikacje i wznosząc twierdze, zajmując się zaopatrzeniem, opracowując plany ofensywy i defensywy, a nawet przedstawiając bratu teoretyczne założenia planu kampanii i biorąc osobiście udział w walkach. Po wkroczeniu oddziałów francuskich do Niderlandów w 1536, odziana w posrebrzany pancerz, wraz z wojskiem wyruszyła w pole.
Ostatecznie po 12 latach rządów namiestniczych Maria administrowała siedemnastoma prowincjami Niderlandów. W znacznej mierze pod jej wpływem Karol w 1548 na sejmie w Augsburgu przeprowadził uznanie ich za kraj wchodzący w skład Rzeszy, co „miało istotne znaczenie dla scementowania prowincji niderlandzkich w jeden organizm państwowy”. W 1549 Niderlandy zostały objęte sankcją pragmatyczną jako kraj pod dziedzicznym panowaniem Habsburgów, pozostającym w unii personalnej z królestwem rządzonym przez tę dynastię. „Odegrała znaczną rolę w zjednoczeniu kraju i wzmocnieniu go wobec ścierających się w Niderlandach wpływów francuskich i hiszpańskich”.

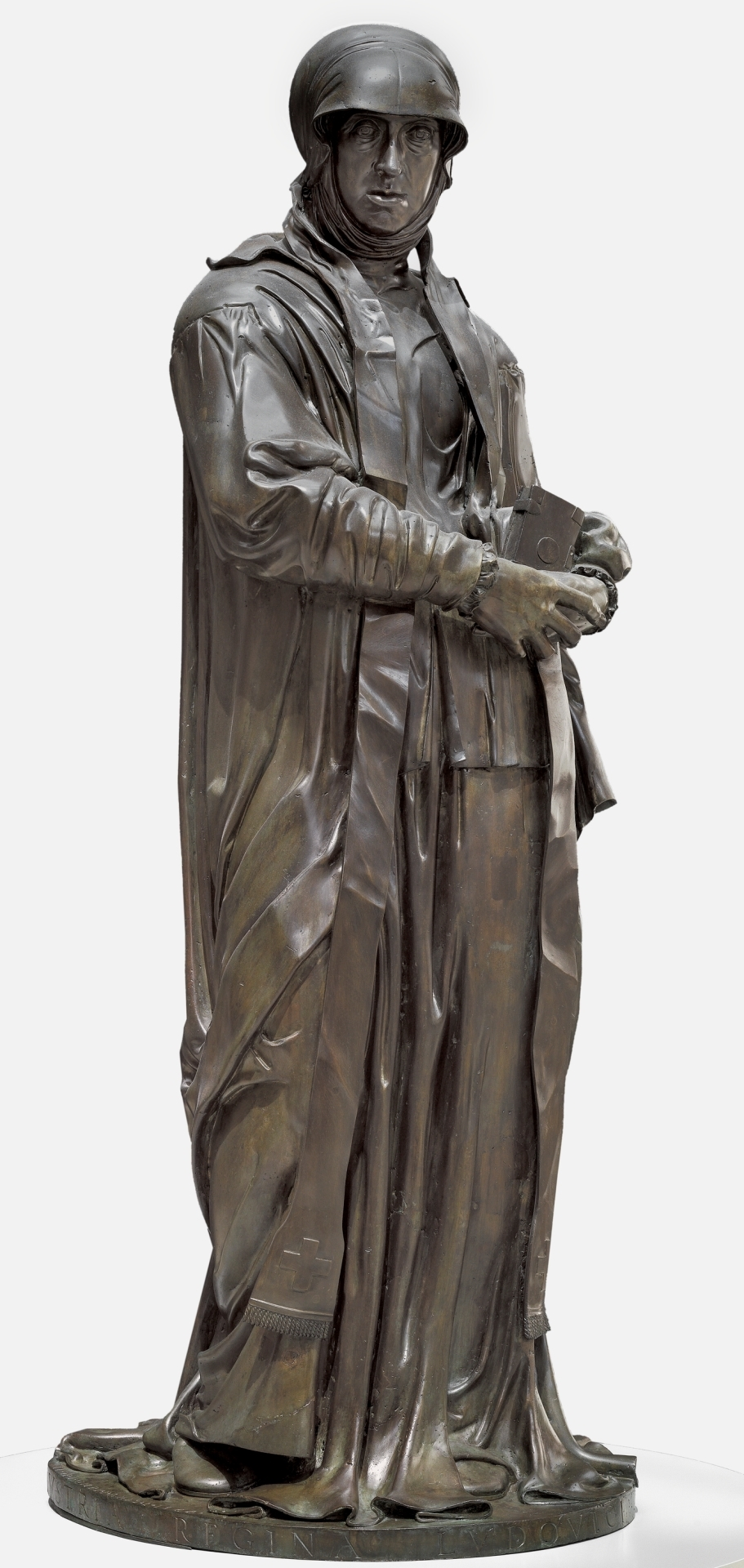
„Kobieta urodzona do władzy – biegła we wszystkim, co się z władzą łączy, zdolna udzielać również mądrych wskazówek tak wojskowym, jak i dyplomatom”

Ziemiami niderlandzkimi Maria zarządzała „w innym stylu niż Małgorzata – przypisywano jej surowość – lecz równie skutecznie”. W sprawowaniu władzy pomagały jej talenty organizacyjne i dyplomatyczne, zręczność polityczna, dalekowzroczność, umiejętność szybkiego podejmowania decyzji, w tym stawiania wszystkiego na jedną kartę, ale też tolerancja religijna, odróżniająca ją od brata, który nie podzielał jej dążenia do zapobiegania konfliktom między protestantami a katolikami oraz zaprowadzenia równouprawnienia wyznaniowego. Podobno była wyjątkiem wśród doradców politycznych Karola, ponieważ akurat z nią nie lubił wdawać się w kłótnie.
Z braćmi cały czas prowadziła regularną korespondencję traktującą „o polityce i ciągle o polityce”, do której po paix des dames dołączyła najstarsza siostra. W sprawach niderlandzkich zasypywała Karola szczegółowymi raportami, z którymi nie był w stanie się zapoznać bez sporządzenia z nich uprzednio wyciągów przez sekretarzy, co szybko odkrywszy, „bardzo pokornie” oświadczyła, że nie życzy sobie pośredników, nie jest niczyją poddaną i nie pozwoli na podważanie jej władzy. Do tego straszyła stale brata rezygnacją z urzędu.
Po 1547 zamieszkała z nią w Brukseli siostra Eleonora, podwójna wdowa po królach Portugalii i Francji. Maria podjęła się wychowania nieślubnej bratanicy Małgorzaty, która po latach została kolejną namiestniczką Niderlandów, jak również siostrzenic Doroty i Krystyny, z których ostatnia, bardzo przywiązana do rzekomo oschłej ciotki, zamieszkała z nią po stracie drugiego męża.
Rezydowała przeważnie w Brukseli, którą uczyniła swoją oficjalną stolicą. Posiadała również podarowane jej przez Karola posiadłości w Binche i Mariemont niedaleko Morlanwelz, gdzie zbudowała renesansowe rezydencje.
Po oficjalnej rezygnacji Karola z władania Niderlandami na rzecz syna Filipa, która nastąpiła 25 października 1555, Maria również postanowiła ustąpić. Zapowiedziała oddanie urzędu namiestniczki, argumentując: „Widzę nowe pokolenie, do którego zwyczajów ani mogę, ani chcę się dopasować”. W swojej mowie pożegnalnej stwierdziła: „Ze względu na moją gorliwość, by służyć poddanym, robiłam więcej, niż przystoi na moim stanowisku i wbrew memu powołaniu kobiety”. Na jej miejsce został wyznaczony sabaudzki książę Emanuel Filibert. Przejęcie funkcji przez następców Karola i Marii nastąpiło dopiero w styczniu 1556 po notarialnym potwierdzeniu aktu abdykacji dotyczącego Hiszpanii i jej dominiów.

## Ostatnie lata życia
Po rezygnacji z urzędu namiestniczki we wrześniu 1556 wyjechała wraz z siostrą Eleonorą do Hiszpanii, gdzie osiadły. Chcąc towarzyszyć bratu, rezydującemu w estremadurskim klasztorze w Yuste, zamieszkały w pobliskiej Jarandilli. Maria mocno przeżyła śmierć siostry, której towarzyszyła w podróży do Badajoz na spotkanie z jej jedyną córką i która zmarła w jej obecności w drodze powrotnej do Estremadury w lutym 1558.
Maria Węgierska była wielokrotnie proszona o powrót na stanowisko w Niderlandach, ale odmawiała. W końcu we wrześniu 1558 wyraziła zgodę na ponowne objęcie namiestnictwa, lecz jej plany pokrzyżowała choroba i śmierć.

## Śmierć i pochówek

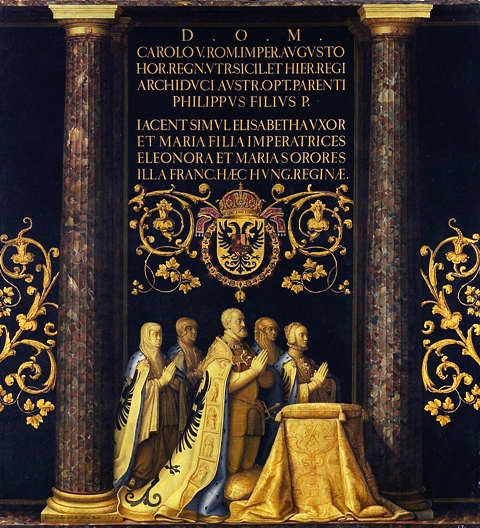
Obraz z końca XVI wieku przedstawiający grupę figuralną z cenotafu w Eskurialu z postacią Marii

Królowa, mimo wielu dowodów jej sprawności fizycznej, odporności na trudy i podejmowania wysiłków w najcięższych sytuacjach, nigdy nie cieszyła się znakomitym zdrowiem. W szczególnie stresujących okolicznościach, zarówno po śmierci męża na Węgrzech, jak i w czasie sprawowania namiestnictwa w Niderlandach, cierpiała na duszności, arytmię, opuchliznę kończyn i omdlenia.
Po doznaniu dwóch zawałów na wieść o śmierci brata Karola, nazywanego przez nią „wszystkim na świecie”, przeżyła go jedynie o miesiąc. Zmarła w Cigales 18 października 1558 na kolejny atak serca.
Początkowo została pochowana w pobliskim Valladolid, skąd jej zwłoki na rozkaz bratanka Filipa II przeniesiono do Madrytu i złożono w Eskurialu. Trumna z ciałem Marii spoczęła w krypcie pod głównym ołtarzem. Natomiast pomnik nagrobny z pozłacanymi rzeźbami orantów z rodziny cesarza Karola, w tym Marii, autorstwa Pompea Leoniego, stanął w prezbiterium bazyliki po 1590.